# Él (isten)
Az Él  egy északnyugati sémi szó, jelentése 'isten' vagy 'istenség'. Tulajdonnévként utalhat a számos nagy ókori közel-keleti istenség valamelyikére. 
A szíriai Rasz Samrából (ókori Ugarit) származó ősi szövegek Élt a panteon fejeként, Asera férjeként és az összes többi isten atyjaként írják le (Baál kivételével). Néha az „Ég és Föld Teremtőjének / birtokosának” is nevezték.
Az Él néven ismert istenségek közé tartozik az ősi kánaánita vallás főistene  és a keleti szemiták legfőbb istene Mezopotámia korai dinasztikus időszakában.
A hettiták vallásában Elkunirsa néven volt ismert. Kumarbi hurri isten és a görög Kronosz isten megfelelője volt.
Általában öregemberként ábrázolták, hosszú szakállal és gyakran két szárnnyal.

## Etimológia
A szó a protoszemita *ʔil- szóból származik.  

## A zsidó vallásban
A Britannica alapján héber Bibliában (Ószövetségben) Élt általában Jahve szinonimájaként, ritkábban pedig az „istenség” általános kifejezéseként használják.
Az egyik tudományos álláspont az, hogy Jahve Él-lel való azonosítása egy későbbi értelmezés. Korábban Jahvét úgy gondolták, mint egy istent a sok közül. Bár a héber Biblia teológiai értelmezései az Él-t Jahve alternatív nevének tekinti. Ez ellentétben áll az elohista és papi hagyományokkal, amelyekben Él-t Jahvénál korábbi istenségnek tekintik.
Mark S. Smith ószövetségi tudós azzal érvelt, hogy Jahve és Él eredetileg különálló istenek voltak, de már nagyon korán szinonimáknak tekintették őket.
Szinte biztosnak tűnik, hogy a zsidók Istene fokozatosan fejlődött ki a kánaáni Él-ből, aki minden valószínűség szerint „Ábrahám Istene” volt.
A héber neve (אל) amely átírásban ʾĒl néven jelenik meg, egy általános szó az olyan istenre, amely bármely istenre használható, beleértve a Hadadot, a Molochot vagy a Jahvét.
A Tanakh teológiai álláspontja után az ʼĒl és az Ĕlōhîm nevek, egyes számban Istent jelentik és Jahvére utalnak, míg a többes számban más meg nem határozott égi lényekre, például angyalokra utal.